# 14057 Манфредстолл
14057 Манфредстолл (14057 Manfredstoll) — астероїд головного поясу, відкритий 15 січня 1996 року.
Тіссеранів параметр щодо Юпітера — 3,496.